# Gabaa
Gàbaa, o Ghibea (in ebraico גבעה, pronuncia israeliana moderna: /ɡivˈʔa/, "altura"), è il nome di tre località di cui parla la Bibbia, oggi nello Stato di Israele e di un nome di persona.

## Città della tribù di Beniamino

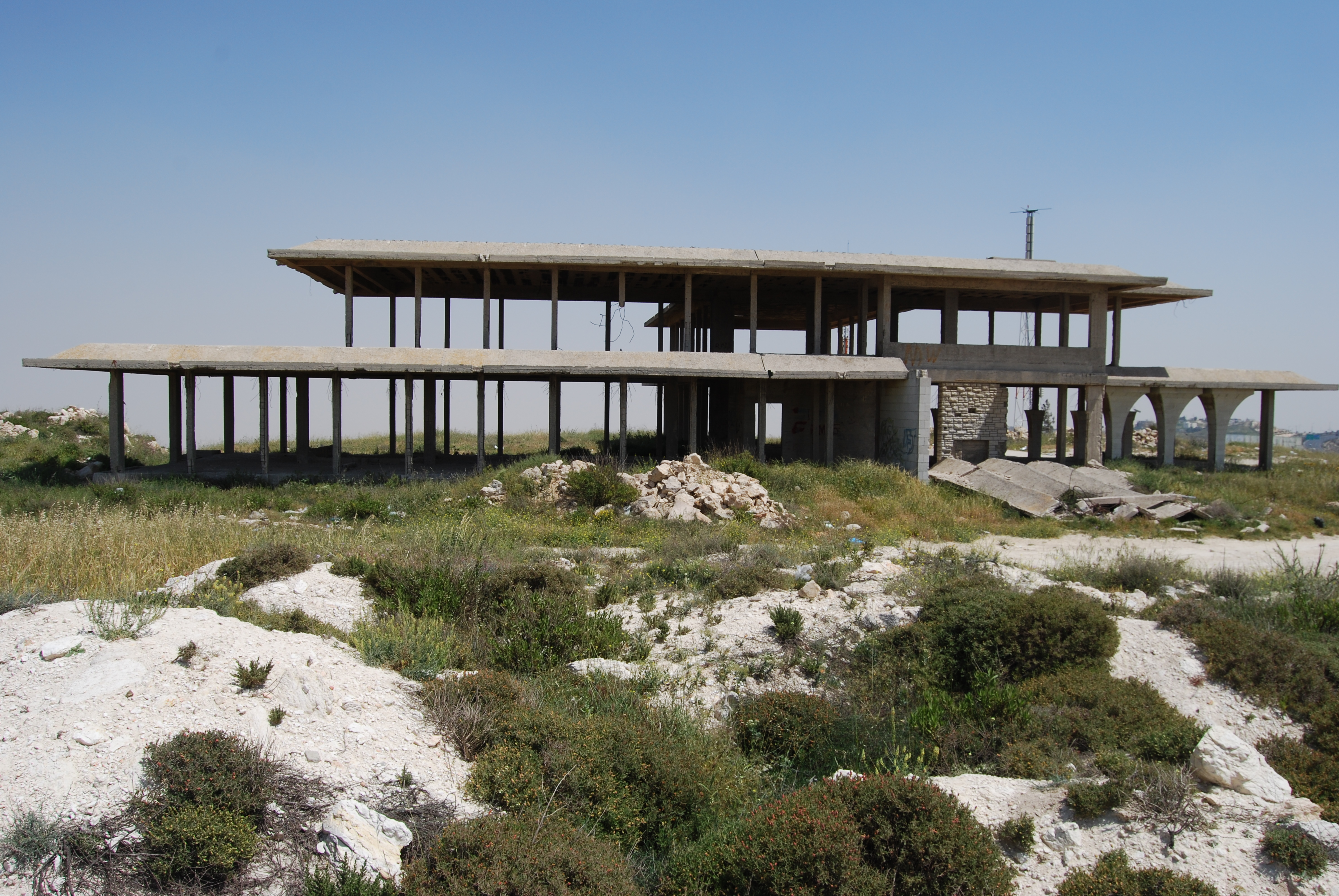
Palazzo Reale di re Hussein di Giordania costruito a Tell el-Ful (Gerusalemme Est), l'antica Gabaa, rimasto incompiuto dopo la Guerra dei Sei Giorni

Gàbaa è una località a 6 km in direzione nord da Gerusalemme, sulla via verso Rama, oggi Tell el-Ful. In questa città di Beniamino si svolse l'episodio della moglie del levita con tutte le sue conseguenze (Giudici 19-20). Patria di Saul (1Sam 10,26), ne ricevette il nome (2Sam 21,6) e fu trasformata da lui in una base per le operazioni contro i Filistei (1Sam 13,15;14,16), funzione che aveva ancora al tempo di Osea (Os 5,8). Fornì artigiani della pietra e del legno per la costruzione del santuario di Salomone (1Re 5,18). Vi nacque Maaca, la madre di Abia re di Giuda (2Cron 13,2). Figura nell'elenco delle città espugnate dagli Assiri nel 722 a.C. (Is 10,29).

## Città della tribù di Giuda
Con questo nome, in Giosuè 15,57 viene anche identificata una città a sud-est di Hebron, non meglio identificata.

## Città della tribù di Levi
Alla conclusione del libro di Giosuè, viene indicata una terza località, Gàbaa di Pincas:
(Libro di Giosuè, cap. 24, v. 33)
Il luogo di sepoltura di Eleazaro, della tribù di Levi, è stato identificato con el Azeirāt, località a ovest di Awarta (Awertah), città che si trova a circa 6 km a sud-est di Nablus.

## Nome di persona
Con il nome di Gabaa viene anche indicato un discendente di Caleb (1Cron 2,49), della tribù di Giuda. I nomi dei discendenti di Giuda hanno in questo elenco un significato geografico, e questo Gabaa può identificarsi con la Gabaa nel territorio di Giuda menzionata qui sopra.